# 海の上の診療所
『海の上の診療所』（うみのうえのしんりょうじょ）は、2013年10月14日から12月23日まで毎週月曜日21:00 - 21:54に、フジテレビ系の「月9」枠で放送された日本のテレビドラマ。主演は松田翔太。

## あらすじ
医師が常駐しない「無医島」の多い瀬戸内海では、本土の病院並みの機能を擁する巡回診療船「海診丸」が、医師や看護師を乗せて無医島を定期的に巡回。経費の節減を絶えず求められながらも、遠く離れた本土での治療が困難な島民の診療、外科手術、健康診断、救急患者への一次対応など、多岐にわたって活躍している。
その海診丸が久々に採用した新任の医師は、北海道出身で独身の若手外科医・瀬崎航太。診察などで出会った美しい独身女性（ドラマ上のマドンナ）にすぐ惚れたり、他人からおだてられるとすぐ調子に乗ったりする性格のせいで、採用当初は周囲から医師としての資質に疑念を持たれる。それでも、巡回先の島でマドンナに出会うたびに、彼女を取り巻く医療・健康問題を解決するために奔走。「船を下りてマドンナと結婚する」という思惑を秘めながら、医師としての知識や腕前を駆使することによって、患者の病気や怪我ばかりか「心の傷」も次々と治していく。

## キャスト

### 医療法人汐友会 海診丸
以下の説明では便宜上、海診丸を「船」として記載する。
瀬崎 航太（せざき こうた）〈29〉
演 - 松田翔太
年配者から若年層まで、あらゆる年代の女性に優しい態度を見せるフリーランスの外科医。ある事情で自分を追い掛け続ける女性・輝から逃れようと、自身の嫁探しを兼ねて、離島での医療に携わろうと海診丸に着任した。的外れに見える診療や、治療に必要と思われる薬を出さない方針に、看護師の戸神からは着任早々医師としての資質に疑念を持たれる。それでも、医師として確かな知識と腕前を持つため、結果として患者の症状の治癒につながっている。
停泊する島々で診察などを通じて若く美しい独身女性（マドンナ）と出会うたびに、「マドンナと結婚したい」との思いが強いあまり、他の乗員を前に「今日限りでこの船を降りて島で暮らします」と宣言してしまう。しかし、「マドンナ」に婚約者がいることが分かったり、さまざまな事情で「マドンナ」と別れたりすると、「もう船を降りるなんて言いません。これからは治療に専念します」と言いながら船内で激しく落ち込む。そのような行動を繰り返すうちに、「海診丸にずっといたい」と思うようになったが、さまざまな事情が重なったために自分の意思でいったん下船。(第十話)しかし、他の乗員たちの計らいで、やがて再び海診丸に戻った(最終回) 。
医者を目指したきっかけは､学生時代に一目惚れした初恋の人が入院中に担当医といい関係になったのを目撃したため。
戸神 眞子（とがみ まこ）〈23〉
演 - 武井咲
看護師。初対面で風呂上がりの姿をたまたま航太に見られたことから、彼に向かっていきなり跳び蹴りを食らわすという「最初の最悪の出会い」を経験する。その後は、航太の突発的な意味不明な行動に振り回されながらも、事あるごとに彼の頭をスリッパではたいて諌めている。このようなやり取りを繰り返すうちに、航太と両想いの関係になった。
プリンが大の好物。他の乗員や顔馴染みの患者・島民からは、「眞子ちゃん」という愛称で呼ばれるほど可愛がられている。ただし、かつて「尾道のシェリー」とあだ名され警察から目を付けられるほどの不良少女だった名残で、怒らせると怖い。また、道理に合わないことがあると、自分より年上の人間であっても手厳しい言葉を投げ掛ける。
看護師を目指したきっかけは､学生時代に自転車ごと海に落ちた際に手当てをしてくれた海診丸の看護師に憧れたためである。最終話のラストで、相思相愛が分かってキスをねだる航太にキスをしてあげた。
三崎 昇（みさき のぼる）〈21〉
演 - 福士蒼汰
看護師。航太に海診丸のスタッフを紹介する手書きのメモを渡すなど、航太の着任直後から好意的に接する。
日内 晃（ひうち あきら）〈37〉
演 - 荒川良々
事務長で、海診丸の最高責任者として、半年間の医師募集の末に着任した航太を引き留めようと手を尽くす。事あるごとに船内の経費の使い方などに目を光らせる一方で、船を運営する病院の幹部には頭が上がらない。
院内で船の運営を停止する方針が検討されるようになってからは、運営を続けるために上層部の命令で、やむなく航太へ解雇を通告。しかし、航太の下船後に解雇の事実が他の乗員へ知れ渡ったために、難しい対応を迫られる。
内村 葵（うちむら あおい）〈39〉
演 - 藤原紀香
内科医。晃の妻で、夫のことを「晃君」と呼ぶ。日常の会話はもっぱら大阪弁。夫婦共通の趣味として、船内で社交ダンスを楽しんでいる。船内で晃との第1子を身ごもってからも、体調に留意しながら診察を続ける。
山中 カルロス 洋平（やまなか カルロス ようへい）〈30〉
演 - 植野行雄（デニス）
ブラジル出身の航海士。宮母島への停泊中に、航太を追っていた輝と遭遇したことで、彼女に一目惚れしてしまう。
前島 邦宏（まえじま くにひろ）〈32〉
演 - 土屋裕一
機関長。仕事のかたわら、料理をテーマに海診丸のブログを運営している。
海藤 剛（かいとう たけし）〈48〉
演 - 寺島進
船長兼料理長。「花園の暴走機関車」と呼ばれた元ラガーマンで、子だくさんの父親。航太が「今日限りでこの船を降ります」と口走るたびに、送別会を開こうとする。その一方で、海診丸のブログに対するアクセスランキングの動向を気にしている。

### その他
羽鳥 輝（はとり ひかる）〈年齢不詳〉
演 - 戸田恵梨香
かつて航太に求婚したとされる女性。婚約者だった真也と別れたばかりの頃に、東京都内の病院へ勤務していた航太と、会社の健康診断を通じて知り合う。やがて、航太と酒席を共にすると、真也との結婚を前提に署名した婚姻届を酒の勢いで航太に渡してしまう。しかし、そこで「自分は男性である」という嘘をついたために、嘘を真に受けた航太は輝から逃れようと職場を転々とする。
輝自身は、自分の前から逃げ回る航太の足取りを、さまざまな手段で追跡していた。海診丸のブログを通じて、航太の現在の勤務先が海診丸であることを突き止めると、船を訪れて航太と再会。自分が女性であることや、酒の勢いで求婚に至った事情を打ち明けたうえで、真也とよりを戻した。
瀬崎 玲子（せざき れいこ）〈49〉
演 - 麻生祐未
北海道で小料理屋を営む航太の母親。海診丸に乗船中の航太から、頻繁に手紙を送られている。
常連客の高瀬と男女の関係になった末に妊娠したことから、2013年中に小料理屋を畳むことを決意。常連客からの連絡で母が「重い急病にかかった」と勘違いした航太が店に戻ったときに、高瀬との再婚を認めさせた。
高瀬 信吉（たかせ しんきち）
演 - 倉科岳文（鉄拳）
小料理屋の常連客で、坊主頭にハンチング帽がトレードマーク。妊娠させた玲子との結婚を認めてもらおうと、子どもの頃から顔なじみだった航太へ頭を下げた。

### ゲスト

#### 第1話 「千登勢島」
村上 美月
演 - 加藤あい
道則の娘で、戸神とは顔なじみ。父の道則が自分の代で造船所を終わらせようとしていることに反発する。航太は、往診中に出会った美月へ一目惚れしたあげく、着任したばかりの海診丸を降りて千登勢島で美月と暮らそうと考える。
村上 道則
演 - 片岡鶴太郎
美月の父親。材木のみで造船を作っている。
宮脇 拓也
演 - 高橋努
美月の婚約者。美月と結婚するため、彼女には内緒で呉の造船学校に入学する。島の祭で太鼓を叩くことになっていたが、海診丸が港に停泊していた前日の練習で右腕を痛めたことから、航太の診察を受ける。
宮脇 和子
演 - 高橋かおり
拓也の姉。弟の頑張りを一番近くで見守ってきた。
女子大生
演 - 生田絵梨花、桜井玲香、伊藤万理華（乃木坂46）
航太が海診丸へ向かう電車内で知り合う大学生。

#### 第2話 「美沖島」
立花 薫
演 - 篠田麻里子
島にある美沖小学校唯一の教師。岡山の都市部で教鞭を執っていたときに持病の喘息が悪化したため、教師を辞める覚悟をしていたところ、村役場職員の増田の好意によって自然豊かな島で再起を期す。しかし、島に引っ越してからも喘息の症状が悪くなる一方で、島の村長である片山から目の敵にされている。
第2話は篠田にとって、AKB48からの卒業後初めてのドラマ出演になった。
片山 憲造
演 - 勝部演之
美沖島村長で、薫の教え子である遼の祖父。喘息による体調不良で学校行事へまともに参加できない薫を、孫のためにも早急に辞めさせるべく、増田に後任教師の採用を求めている。
増田 潔
演 - 八十田勇一
美沖島役場総務部地域活性課職員。教師採用担当者。
片山 遼
演 - 高木星来
美沖小学校唯一の在校生で、5歳の時に母が永眠。漁業を営む父が月に1回しか島に戻れないため、祖父の片山に育てられている。

#### 第3話 「浮之島」
塩見 里花
演 - 夏帆
4人の男性を騙した結婚詐欺の疑いで、警察に追われている女性。母親が病気を患っていることを母の世話をするヘルパーに教えてもらい、5年振りに浮之島に戻って来る。航太にとっては、海診丸への乗船後初めて、結婚を申し込まれた女性である。
塩見 千鶴
演 - いしだあゆみ
海診丸で定期的に診察を受けている患者の1人。1年前に大腸がんの手術を受け、半年前に認知症を発症。結婚した時には、島に代々伝えられている伝統的な慣習に沿って、隣の島から渡し船に乗って白無垢姿で浮之島へ嫁いできた。そのため、娘の里花にも、「自分が着た白無垢姿で渡し船に乗って嫁いで欲しい」と願っている。
熊野 直哉
演 - 皆川猿時
里花の行方を追っている広島県警察の刑事。眞子の過去を良く知っていて、捜査の一環として乗り込んだ海診丸で眞子と再会。眞子が看護師になっていることに驚く。
高山 一樹
演 - 伊藤竜也
熊野の部下。

#### 第4話 「阿岐之島」
藤井 みちる
演 - 瀧本美織
医療法人汐友会瀬戸内翔洋病院副理事長の娘。外科医志望だが、雑誌の企画で「美人すぎる研修医」に選ばれたことから、研修期間中にもかかわらず東京の芸能事務所から「タレント女医」としてのスカウトを受けている。
研修医として本院に勤務していた時期に、緊急外来に運び込まれてきた患者の診断を誤ったことから、自ら人の命を絶ってしまう状況に追い込まれた。この一件で重症度の高い患者の治療を躊躇するようになったため、研修内容を変更。後期研修プログラムの一環として海診丸に乗り込み、1か月にわたって離島での医療を経験するよう内示が下る。
乗船中には、「お嬢様」然とした振る舞いを快く思わない眞子とことごとく対立する一方で、芸能事務所から誘われていることを航太だけに告白。航太を「タレント院長」にさせるべく、航太と一緒に東京で暮らすことまで打ち明けて、航太を有頂天にさせる。
池田 晴男
演 - 阿部力
島恒例の櫂伝馬船競争に、漕ぎ手の1人として参加。練習中に胸の痛みを訴えたところを、航太の往診への同行中に通りかかったみちるに介抱されるが、彼女から勧められた海診丸での診察を断ってしまう。
競争の本番中、ゴールの直後に緊張性気胸を発症。会場で待機していた眞子からの連絡で、手術中で手が離せない航太に代わって、みちるが現場で急遽処置を担当する。

#### 第5話 「宮母島」
上村 絵里子
演 - 安達祐実
「お嫁さんにしたいアナウンサー」の第1位に選ばれるほど人気の高いフリーアナウンサーで、愛称は「エリリン」。『ひるテレ』という生放送番組の「キラキラにっぽん列島」というコーナーで、リポーターとして自分が生まれた宮母島や離島医療に携わる航太を取材するために、島へ帰ってくる。
テレビカメラを前に緊張する航太には、「ブラジル人のミラクルビラ配り」という早口言葉を教えたりするなど親しく接する。その一方で、持病を抱える実父・繁を東京へ呼び寄せようとして、母親の芳江と対立。やがて、「キラキラにっぽん列島」で取材しようとした芳江が過労で倒れたことから、芳江の農作業を手伝っていた航太を生中継に出演させる。
上村 芳江
演 - 浅田美代子
絵里子の母親で、島の一角でみかんを栽培。夫・繁を自宅で介護しながら、みかんの品質向上に取り組んでいる。自然豊かな島で繁に余生を過ごさせようとして、かねてから娘の絵里子と対立。往診で自宅を訪れた航太に農作業を手伝わせるが、それまで1人で頑張り過ぎたことがたたって、航太との農作業中に過労で倒れる。
上村 繁
演 - 田村亮
絵里子の父親で、土にこだわるみかん畑を、長年にわたって妻の芳江と守ってきた。半年前に脳梗塞を患った後遺症で、介護やリハビリが必要なほどの麻痺が身体に残ってしまう。
内田篤人
演 - 本人（Special Thanks）
絵里子の帰京当日に、絵里子との結婚を前提とした交際が報じられたプロサッカー選手。絵里子と共にコメントを出している。

#### 第6話 「鳴美島」
岡崎 泉
演 - 北乃きい
眞子の高校時代の同級生で親友。本土の介護施設で現場経験を積んだ後に独立。鳴美島でグループホームを設立することを目標に、島内で訪問介護の会社を立ち上げた。
利用者の登美子に火傷を負わせたことから、怒りが収まらない息子の和俊に昔の不良時代のことを引き合いに出されたあげく、「乱暴者で介護が雑」だと島中に噂を流されてしまう。その影響で利用者の解約が相次いだため、介護会社の経営が立ち行かなくなる。
沖田 登美子
演 - 草村礼子
夫の介護をしてもらっていた関係で引き続き、泉に自分の介護を依頼する。手厚く優しい介護をする彼女たちに感謝する一方で、火傷の一件から大事に発展してしまったことへの申し訳なさから泉を心配する。
樋口 萌絵
演 - 小林きな子
泉と一緒に働く訪問介護員。かつては不良として泉と敵対していたが、泉との1対1の喧嘩勝負に負けてから、彼女の妹分になる。
沖田 和俊
演 - 菊池均也
登美子の息子で会社員。現在は本土に住んでいるため、問題があるたびに母・登美子が暮らす島へ戻ってくることを面倒がるあまり、島にはない特別養護老人施設へ登美子を移そうと画策している。その一方で、かつて登美子に火傷を負わせた泉たちへの敵意から、彼女たちが島で営む介護事業を妨害する。

#### 第7話
牧野 真也
演 - 丸山智己
輝の元婚約者。彼女の足取りを追って、海診丸が停泊した島にやって来る。やがて輝と再会するが、ある事故がきっかけで、居合わせた航太ともども重傷を負ってしまう。

#### 第8話 「伊久島」
白井 亜希
演 - 佐々木希
祖父が島内で営む「白井書店」を手伝う。昇とは同じアルバイト先で知り合い、一時は両想いの関係にあった。現在交際している彼氏・尚人との間にトラブルを抱えながら昇と再会。やがて、事情を察した昇からお金を渡される。
白井 美和
演 - 吉田里琴
昇を慕う亜希の妹。昇が姉の亜希と交際関係に発展することを願っていた。亜希の秘密を知ったことをきっかけに、姉の彼氏・尚人と口論。結果として、尚人に重傷を負わせてしまう。
今井 尚人
演 - 矢崎広
亜希の彼氏。仕事上の失敗で多額の借金を抱えていることから、亜希の工面したお金を返済に充てている。亜希が昇から受け取った金を渡された直後に島を離れようとしたところ、そのことへの怒りから足取りを追っていた美和と浜辺で揉み合いになったあげく、足を滑らせて防波堤から転落。亜希と共に美和を追っていた航太の通報で、海診丸へ搬送される。
女性秘書
演 - 松村未央（フジテレビアナウンサー）
理事長の秘書。理事長が島を視察で訪れている間に、理事長の愛猫・メロンを海診丸に預ける。

#### 第9話 「細女島」
内村 巴
演 - 榮倉奈々
葵の妹。現在同棲している彼氏との間に子供ができ、彼と口論になった勢いで家を飛び出し、姉を頼りに島へやって来る。だが、幼少期より何かにつけて優秀な姉と比べられてきたことで劣等感を抱き、姉の前では「助けて欲しい」と素直な気持ちを言えずにいる。
星野 武弘
演 - 石黒英雄
東京で巴と同棲している彼氏。
向井 弥生
演 - 梅沢昌代
つばめ旅館女将。約10年前まで島で助産院を開業していたが、少子高齢化に伴い、助産院から旅館に鞍替えする。

#### 第10話 「誉島」
瀧山 晴子
演 - 水野美紀
誉島診療所の医師。血管外科の専門医で、航太の研修医時代の指導医でもあった。「島内で医師が常駐していれば助かっていた命もある」という父との約束で、医師として島に診療所を開く。
診療所を開業してから3年後に、翌年から集団検診を受け持つ誉島の住民の情報を得ようと診療所を訪れた航太と再会。表向きには「東京の大きな病院の血管外科から誘いを受け、診療所を閉めて東京へ戻ることを決心した」と周囲に語っていたため、親代わりになっていた久松の厳しい非難に遭う。しかし実際には、下垂体腫瘍を患っており、手術の執刀に支障を来しかねないほど視野狭窄が始まっていた。
池上 信吾
演 - 東根作寿英
誉島診療所事務員。晴子の病気のことを知った後も、彼女の再出発を応援する。
久松 靖男
演 - 清水綋治
晴子の父が亡くなってから、彼女の親代わりとして尽力。しかし、晴子が脳腫瘍にかかっていることを知らないまま、自ら開業に携わった診療所を3年で閉鎖することを「中途半端な状態で投げ出すのか」と非難。晴子が東京へ戻ることにも反対していた。
久松 洵子
演 - 赤座美代子
靖男の妻。晴子の送別会の途中に、彼女への非難を始めた靖男を止めようとして、大腿動脈瘤の破裂で昏倒。海診丸に運ばれる。

#### 最終話
藤井 真希
演 - 高橋ひとみ
医療法人汐友会瀬戸内翔洋病院副理事長で、みちるの母親。かつては日内の直属の上司だったが、赤字で苦しんでいた病院を黒字に転換させた功績が認められたことから、副理事長にまで昇進。日内には電話で経費の節減ばかりか、契約期間の満了を理由に航太の解雇を命じる。
翌年以降の海診丸の運営について理事会で検討することになったため、航太が下船した直後に海診丸を視察。「経費のかかる海診丸の運営を続けるより、本土の病院の施設を充実させた方が離島の患者を救える」という私見および理事の意見を乗員に通告したところ、日内を含む全員から抗議の目的で辞表を出される。いったんは辞表を受理したものの、乗員総動員で島内の火災事故による傷病者の対応に当たったことを機に、理事会での検討を見送る。
中澤 典夫
演 - 中丸新将
伴侶を早くに亡くした典夫の寂しさを気遣うため、島民の仲間が中澤宅に集まり、孫の歩が遊びに来ている中、自らが仏壇に灯したロウソクの不始末で火災を起こし、島民に怪我を負わせてしまう。
中澤 歩
演 - 須田琥珀
典夫の孫。眞子に憧れを抱き、将来は彼女のような立派な看護師になりたいと航太に話す。
村井 志津子
演 - 野間洋子
航太に包丁の切り傷を治療してもらう。

## スタッフ
- 脚本 - 徳永友一
- 音楽 - 神坂享輔
- 演出 - 中江功、谷村政樹、髙野舞、高橋貴司
- 主題歌 - 家入レオ「太陽の女神」（ビクターエンタテインメント）[6]
- 構成協力 - 桑村さや香、高橋かづゆき、阿久津朋子
- 演出補 - 高橋貴司、田澤裕一、大畑真治、木村洋
- 音楽プロデュース - 千葉篤史
- アニメーション - 鉄拳[7]
- ミュージックエディター - 小西善行
- サウンドエディター - 伊東晃
- CGプロデュース - 冨士川祐輔
- CGディレクター - 三塚篤
- VFX - 落合信人、Peco
- フードコーディネーター - はらゆうこ
- スタントコーディネーター - 田渕景也、釼持誠
- 太鼓指導 - 湯澤元一（第1話）
- 方言指導 - 西村奈歩（第3話）、中宅間敏彰（第5 - 6話）、藤沢美里、田中愛（第9話）、関清剛（第10話）、合田絢子、宇都宮一基（第10 - 最終話）
- 特殊メイク - 松井祐一（第9話）
- ダンス監修 - StudioR六本木ヒルズ店
- ダンス振付 - 武田まゆみ
- 船舶協力 - 木村尚和、天本壽人
- 医療監修 - 松本尚、原義明、増田幸子、新村核
- 医事取材協力 - 高田哲也、茨木保、荻田和秀
- 看護指導 - 石田喜代美
- リサーチ - 今井紳介
- 協力 - 社会福祉法人 恩賜財団済生会 瀬戸内海巡回診療事業推進事務所
- 北海道コーディネーター - 松倉和哉（最終話）
- プロデュース - 藤野良太、古屋建自
- ラインプロデュース - 柴田圭子
- プロデュース補 - 秋山八重子、足立鮎美
- 制作著作 - フジテレビ

## 受賞
- 第38回エランドール賞
  - 新人賞(福士蒼汰、映画『図書館戦争』『江ノ島プリズム』、ドラマ『あまちゃん』『スターマン・この星の恋』の活躍と合わせて)

## 放送日程
| 話数                                                        | 放送日   | サブタイトル                                      | 演出     | 視聴率 |
| ----------------------------------------------------------- | -------- | ------------------------------------------------- | -------- | ------ |
| 第1話                                                       | 10月14日 | 瀬戸内海の美しい島々を巡る 病院船の物語が今始まる | 中江功   | 15.6%  |
| 第2話                                                       | 10月21日 | ちいさな島の小学校・たった1人の生徒と先生の絆     | 中江功   | 12.4%  |
| 第3話                                                       | 10月28日 | 瀬戸の花嫁                                        | 中江功   | 11.4%  |
| 第4話                                                       | 11月04日 | 美人研修医は超ワガママお嬢様                      | 谷村政樹 | 10.6%  |
| 第5話                                                       | 11月11日 | みかんがつなぐ家族の絆                            | 髙野舞   | 12.1%  |
| 第6話                                                       | 11月18日 | 元ヤン介護士、離島介護に懸ける夢                  | 谷村政樹 | 8.9%   |
| 第7話                                                       | 11月25日 | 謎の女ついに登場! 海診丸最大の危機                | 中江功   | 9.9%   |
| 第8話                                                       | 12月02日 | 憧れの先輩と再会! 看護師昇の恋                    | 髙野舞   | 9.5%   |
| 第9話                                                       | 12月09日 | 母になる妹へ                                      | 高橋貴司 | 9.2%   |
| 第10話                                                      | 12月16日 | Drコータの選んだ結末とは                          | 髙野舞   | 9.9%   |
| 最終話                                                      | 12月23日 | 聖夜に起こる海の上の奇跡! ついに感動のフィナーレ! | 中江功   | 14.1%  |
| 平均視聴率 11.23%（視聴率は関東地区・ビデオリサーチ社調べ） |          |                                                   |          |        |

## 備考
- 第7話までのエンディングに流れるスタッフロール映像の背景には、鉄拳の書き下ろしによる「パラパラマンガ」のアニメーションを用いている。ただし、マンガの内容は毎回微妙に異なる。そして鉄拳自身も、本名の倉科岳文名義で本編に出演している。
- 主演の松田は、次回予告のナレーターも兼務している。ただし、次回のヒロインを役名ではなく芸名で紹介するほか、本作品の撮影中における共演者のエピソードを添えている。また、次回予告では、「登場する症例や治療法等は医療監修に基づき描かれています」という字幕を必ず入れている。第8話での次回予告では、葵の妹・巴が次回（第9話）のヒロインに当たることから、葵役の藤原が松田と共にナレーターを務めた。
- 2003年からフジテレビで放送された『Dr.コトー診療所シリーズ』の演出を担当した中江が、本作の演出を手掛けている[9]。第6話では、松田が演じる航太のセリフに、「Dr.コータ診療所」という表現を入れている。
- 海診丸のモデルとなった実在の船が社会福祉法人恩賜財団済生会が運航する診療船済生丸であるが、実際はドラマと違い常駐の医師看護婦はおらず、巡回する地区の済生会病院から診療班が編成され乗船する。済生丸の待合室には松田と武井のサイン色紙が飾られている。